# NGC 3201
NGC 3201 is een bolvormige sterrenhoop in het sterrenbeeld Zeilen. Het hemelobject werd op 1 mei 1826 ontdekt door de Schotse astronoom James Dunlop. NGC 3201 is de eerste bolvormige sterrenhoop waarin een zwart gat van een stellaire massa werd gevonden.

## Synoniemen
- GCL 15
- ESO 263-SC26